# Girolamo Savonarola
Girolamo Savonarola (tiếng Ý: [savonaˈrɔːla]; 21 tháng 9 năm 1452 - 23 tháng 5 năm 1498) là một nhà cải cách tôn giáo, thầy tu dòng Đa Minh người Ý trong thời kỳ Phục hưng ở Florence. Ông được biết đến với những lời tiên tri của ông về vinh quang của công dân, sự hủy diệt của nghệ thuật và văn hóa thế tục, và các nỗ lực kêu gọi đổi mới tôn giáo. Ông chống lại sự tham nhũng của các giáo sĩ, sự chuyên chế khi cai trị và việc bóc lột người nghèo. Ông tiên đoán sự xuất hiện của một trận lụt từ kinh thánh và một Cyrus mới từ phía Bắc sẽ cải cách Giáo hội.
Vào tháng 9 năm 1494, khi Charles VIII của Pháp xâm lược Italy, và đe dọa Florence, lời nói tiên tri như vậy dường như sắp sửa thành sự thật. Trong khi Savonarola can thiệp với vua Pháp, các Florentines trục xuất nhà Medici đang cầm quyền, và sự thúc giục của ông, thành lập một nền cộng hòa phổ cập. Ông tuyên bố rằng Florence sẽ là Jerusalem mới, trung tâm thế giới của Cơ đốc giáo và "phong phú hơn, mạnh hơn, nhiều vinh quang hơn bao giờ hết", ông thiết lập một chiến dịch thanh tẩy, và tranh thủ sự giúp đỡ tích cực của công dân trẻ thành Florence.